# Georgia Guidestones

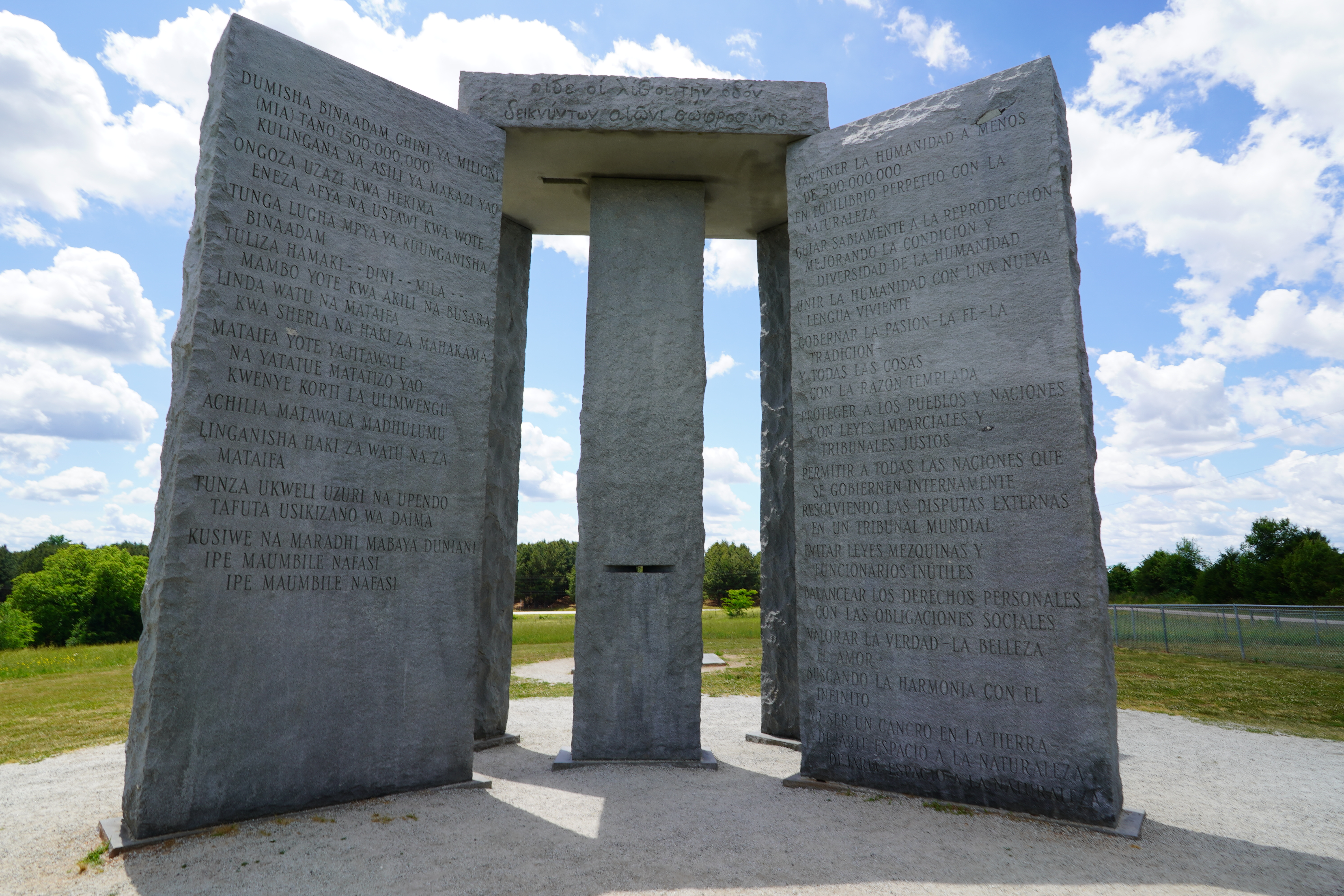
Georgia Guidestones

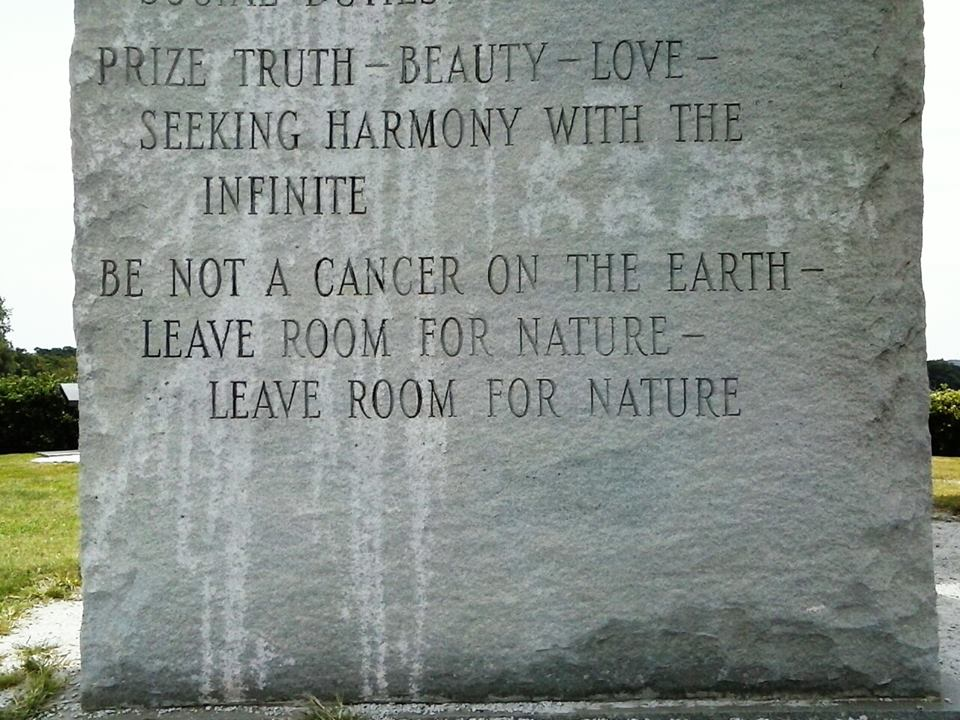
Deel van de tekst

De Georgia Guidestones waren grote granieten zuilen die van 1980 tot 2022 op een heuvel in Elbert County in de Amerikaanse staat Georgia stonden. Soms werden ze een "Amerikaans Stonehenge" genoemd.
Op de granieten zuilen stond een bericht, waarin tien hoofdpunten werden weergegeven in acht talen. Het bericht bestond uit aanwijzingen voor de overlevenden van een toekomstige apocalyps die een nieuwe en vooral betere beschaving moeten zien op te bouwen. De structuur stelde daarnaast een kompas, kalender en klok voor.
Over het ontstaan van het monument bestaat veel geheimzinnigheid: het is niet duidelijk wie ertoe opdracht heeft gegeven en waarom, hetgeen heeft geleid tot verschillende speculaties, theorieën en scenario's over samenzweringen en samenzweringstheorieën.
In de vroege ochtend van 6 juli 2022 is het monument vernield. Eén zuil werd door onbekenden met een explosief opgeblazen. Daarop zijn de andere drie zuilen uit veiligheidsoverwegingen omgetrokken.

## De constructie
Het bouwwerk was rond de zes meter hoog, en gemaakt van zes granieten platen die samen meer dan 200 ton wogen. In het midden stond een granieten plaat met vier stenen eromheen. Een dekplaat rustte op de vijf platen, die astronomisch waren uitgelijnd. In de nabijheid bevindt zich nog een plaat, op een kleine afstand ten westen van het bouwwerk. Op deze steen staan enkele aantekeningen over de geschiedenis en de functie van de Guidestones. Er staat onder meer op vermeld dat de constructie werd geplaatst op 22 maart 1980 in opdracht van een of meer onbekende personen onder het pseudoniem 'R.C. Christian'.

## Het ontstaan
Er bestaat veel onduidelijkheid over de opdrachtgever en de bedoeling, omdat de enige nog levende man die zegt de opdrachtgever R. C. Christian ontmoet te hebben, beloofd heeft niets te zeggen. Christian, die niet zijn echte naam gaf, vertegenwoordigde volgens hem een 'kleine groep van loyale Amerikanen'. De constructie begon in de zomer van 1979. Christian betaalde het land, hij kocht het van de voormalige eigenaren, het echtpaar Wayne en Mildred Mullenix, en de constructie, maar droeg het monument later over aan Elbert County.
Begin september 2014 werd gemeld dat een inkeping uit 2009, gemaakt op de Engelstalige steen, was opgevuld met een stenen blok met de  inscriptie "20" en "14". 
Op 25 september 2014 verwijderde een ambtenaar van Elberton dit blok. Nadat hij het op de grond had gegooid werden vier extra markeringen zichtbaar: "8", "16", "MM" en "JAM". Het blok werd vervolgens kapotgeslagen op het terrein en de stukken werden uitgedeeld aan de omstanders. In de graniet- en marmerindustrie staat "MM" voor "fabrikant van granieten gedenktekens, monumenten en markers". Het is een merkteken voor gecertificeerde producten en diensten in de industrie. De term "JAM" staat voor "Joint Annual Meeting" en wordt gebruikt door vele bedrijfstakken, waaronder de graniet- en marmerindustrie. Het betekent dat de betreffende sector een jaarlijks congres organiseert.

## Berichten op de Georgia Guidestones
De vier staande stenen platen hadden op elke zijde een bericht in een afzonderlijke taal. Vanaf het noorden linksom (tegen de klok in) lopend, kon men teksten lezen in het Engels, Spaans, Swahili, Hindi, Hebreeuws, Arabisch, Klassiek Chinees en Russisch.
Hieronder de Engelstalige versie:
Maintain humanity under 500,000,000
In perpetual balance with nature
Guide reproduction wisely —
Improving fitness and diversity
Unite humanity with a living
New language
Rule passion — faith — tradition
And all things
With tempered reason
Protect people and nations
With fair laws and just courts
Let all nations rule internally
Resolving external disputes
In a world court
Avoid petty laws and useless
officials
Balance personal rights with
Social duties.
Prize truth — beauty — love —
Seeking harmony with the
Infinite
Be not a cancer on the earth —
Leave room for nature —
Leave room for nature
Een korter bericht, in Egyptische hiërogliefen, Babylonisch, klassiek grieks en Sanskriet zegt: 'Let these be guidestones to an age of reason'.
Het monument trok veel bezoekers, van gewone toeristen tot en met New Agers. Al voor het monument gereed kwam was het omstreden, zowel onder de plaatselijke bevolking, als bij christenen, die in de teksten niet veel goeds zagen.
De aard van het monument, de geheimzinnigheid rond het ontstaan en de ingegraveerde teksten hebben geleid tot allerlei speculaties en samenzweringstheorieën. Een Amerikaanse activist, Mark Dice, schrijver van het boek 'The Resistance Manifesto', bracht het in verband met een geheim genootschap rond Lucifer, dat uit is op een Nieuwe Wereldorde, waarin de wereldbevolking is gedecimeerd. De Guidestones zouden dan de Tien Geboden van deze wereldorde zijn.
Een andere samenzweringstheorie ziet de hand van de Rozenkruizers. Volgens Jay Weidner is de naam R.C. Christian een eerbetoon aan de mythische oprichter hiervan, Christian Rosenkreuz. De Guidestones dienen als instructies voor de overlevenden, aldus Weidner.

## Trivia
- Yoko Ono, de weduwe van John Lennon, leverde een lied ("Georgia Stone") over het monument voor A Chance Operation (1993); een tribute-album voor componist John Cage (1912-1992).